# Haneburen
Haneburen (Fries: Hanebuorren of Hoannebuorren) is een buurtschap in de gemeente Opsterland, in de Nederlandse provincie Friesland.
Het ligt ten zuiden van Lippenhuizen, tussen Gorredijk en de buurtschap Vosseburen aan de Opsterlandse Compagnonsvaart, waar de vaartuigen die de Turfroute volgen langs komen. Over de vaart bevindt zich bij Haneburen ook het draaibruggetje (zelfbediening) de Eppingadraai.
De buurtschap valt formeel onder Lippenhuizen. In 1861 werd de plaats al vernoemd als Haneburen.
Dorpen: Bakkeveen · Beetsterzwaag · Drachten-Azeven · Frieschepalen · Gorredijk · Hemrik · Jonkersland · Langezwaag · Lippenhuizen · Luxwoude · Nij Beets · Olterterp · Siegerswoude · Terwispel · Tijnje · Ureterp · Waskemeer (klein deel) · Wijnjewoude

Buurtschappen: Allardsoog (deels) · Haneburen · Hanebuurt · Heidehuizen · Hemrikerverlaat · Klein Groningen · Kooibos · Kortezwaag · Moskou (deels) · Nieuwe Vaart · Oosterend · Oud Beets · Petersburg (deels) · Rolbrug · Selmien · Sparjebird · Uilesprong · Ureterp aan de Vaart · Voorwerk · Vosseburen · Welgelegen (deels) · Wijngaarden · Wijnjeterpverlaat

Friesland: Steden en dorpen      Nederland: Provincies · Gemeenten